# FictionBook
 (avril 2023).
Si vous disposez d'ouvrages ou d'articles de référence ou si vous connaissez des sites web de qualité traitant du thème abordé ici, merci de compléter l'article en donnant les références utiles à sa vérifiabilité et en les liant à la section « Notes et références ».
FictionBook est un format ouvert de livres électroniques basé sur XML qui a été développé et a gagné sa popularité en Russie. Ce format est lu par plusieurs logiciels tels que Calibre, Okular, et (sous Windows uniquement) Fiction Book Reader for Windows 8, AlReader, FBReader, Haali Reader, STDU Viewer et Sumatra PDF, ainsi que par les liseuses Oyo de chez Chapitre.com et Cybook Odyssey de chez Bookeen. Les fichiers FictionBook  ont l'extension de nom de fichier .fb2.
Le format FictionBook ne précise pas l'apparence d'un document, mais il décrit sa structure. Par exemple, il y a des balises spéciales pour les épigraphes, les vers et les citations. Le fichier du livre numérique contient des méta-données, telles que le nom de l'auteur, le titre et l'éditeur. Ce format est pratique pour le traitement automatique, l'indexation et la gestion des collections de livres numériques. Il est également possible de le convertir dans un autre format.

## Différences avec les autres formats de livres électroniques
Contrairement à d'autres formats de livres électroniques (par exemple, ePub), le format FictionBook  contient un seul fichier de type xml. Des images (et éventuellement d'autres données binaires) sont converties en  Base64 et sont placées à l'intérieur de la balise <binary>. Il en résulte une taille plus importante pour le livre numérique.